# Jugendkonzertchor der Chorakademie Dortmund
Der Jugendkonzertchor ist ein Leistungschor der Chorakademie am Konzerthaus Dortmund. Er wurde 2012 von Felix Heitmann gegründet. Im Chor singen ca. 40 Sängerinnen und Sänger, die sich im jugendlichen Alter befinden. Der Jugendkonzertchor ist erster Preisträger des Deutschen Chorwettbewerbs 2018 in Freiburg. Künstlerischer Leiter des Chors ist seit Januar 2025 Johannes Honecker.

## Ausbildung
Die Jungen, die im Chor singen, haben ihre musikalische Laufbahn in der Regel im Alter von ca. 6 Jahren im Knabenchor der Chorakademie begonnen. Nach ihrem Stimmbruch wechseln sie in einen Stimmwechslerchor, ehe sie nach Ende des Stimmbruchs Mitglied im Jugendkonzertchor werden. Die Mädchen, die meistens ebenfalls mit ca. 6 Jahren Mitglieder der Chorakademie werden, wechseln vom Opern-Kinderchor in den Jugendkonzertchor. Im Jugendkonzertchor erhalten alle Sängerinnen und Sänger wöchentlich Stimmbildungsunterricht. Die Sängerinnen und Sänger nehmen als Solisten oder als Ensembles häufig am Wettbewerb Jugend musiziert teil.

## Repertoire
Der Chor fokussiert sich auf den A-cappella-Gesang in vier- bis achtstimmiger Form. Das Programm des Chores beinhaltet Stücke von der Renaissance bis zur Moderne. Außerdem wirkt der Chor an Theaterproduktionen und chorsinfonischen Konzerten mit. Dazu zählt die jährliche Aufführung des Weihnachtsoratoriums von Johann Sebastian Bach mit den Bochumer Symphonikern im Anneliese Brost Musikforum Bochum und im Konzerthaus Dortmund.

## Preise
- 1. Preis Bundeswettbewerb Jugend musiziert 2016, Kategorie Vokal-Ensemble (Gina Alter, Christien Berger, Aurora Guercio, Michele Kabiri, Niklas Burczyk, Niklas Wagner)
- 1. Preis Deutscher Chorwettbewerb 2018, Kategorie Jugendchöre – gemischte Stimmen
- 1. Preis Internationaler Mårten Jansson Chorwettbewerb 2018 des Bärenreiter-Verlags
- 1. Preis Erwitter Kinder- und Jugendchorwettbewerb 2019, Kategorie gemischte Jugendchöre
- 1. Preis Bundeswettbewerb Jugend musiziert 2019, Kategorie Vokal-Ensemble (Christien Berger, Laura Weber, Marygya Cialkowski, Leon Lederer, Jonas Hübner, Sven Wagner)
- 1. Preis Bundeswettbewerb Jugend musiziert 2019, Kategorie Vokal-Duo (Gina Alter, Niklas Burczyk)
- 1. Preis Wettbewerb beim Deutschen Chorfest 2022, Kategorie Jugendchöre
- 1. Preis Bundeswettbewerb Jugend musiziert 2022, Kategorie Vokal-Ensemble (Cynthia Torka, Lena Kopshoff, Mariam Steffens, Jonas Finkemeyer, Fynn Köhler, Leon Vetter)[3]
- 1. Preis Wettbewerb des Deutschen Chorfests 2025, Kategorie Jugendchöre – Leistungsstufe 1[4]

## Chorleiter
- 2012 bis 2024: Felix Heitmann
- Seit 2025: Johannes Honecker

## Diskographie
- "Romantic Choral Music": A-cappella-Werke deutscher Komponisten
- "Nordic Choral Music": A-cappella-Werke skandinavischer Komponisten (mit dem WDR-Rundfunkchor)